# Pulseweb
Pulseweb is een leermanagementsysteem dat gebruikt wordt binnen de gezondheidszorg, detailhandel, bedrijfsleven, overheid en onderwijs. Oorspronkelijk werd het vanaf 1986 ontwikkeld door het Tilburgse bedrijf PAT Learning Solutions, waarna het in 2014 werd overgenomen door Noordhoff Health. Het programma wordt aangeboden als SaaS (gehost door Ordina) en kan via de browser worden gebruikt. Behalve in Nederland wordt het programma gebruikt in België, Duitsland en Zuid-Afrika. Er zijn zeven taalversies.
Naast Pulseweb Classic, verscheen in 2013 Pulseweb Touch, gericht op het gebruik op smartphones en tablets.
Juni 2013 vond de eerste xAPI-conferentie plaats waarbij het programma werd gebruikt.

## Voornaamste onderdelen
Aan een gebruiker kan een of meerdere rollen toegekend worden. Naast de rol van Deelnemer, zijn er de rollen van Beheerder/Planner, Manager, Auteur, Trainer en Beoordelaar. 
Met het kwaliteitsdashboard kunnen opleidingseisen voor gebruikersgroepen worden vastgelegd in kwaliteitsregels. Op basis hiervan kan de gebruiker in de rol van deelnemer of manager de status van certificering bewaken. De Workplace Accessor maakt het voor de Beoordelaar mogelijk op de werkvloer vaardigheden of gedrag te toetsen aan de hand van beoordelingsformulieren. Het systeem biedt een plannersfunctie waarmee bijeenkomsten kunnen worden gepland. Hierdoor kunnen blended trajecten worden gefaciliteerd. Deelnemers kunnen zichzelf inschrijven op geplande datums.
Een gebruiker kan in de rol van Auteur e-learning ontwikkelen. Hierbij wordt gebruikgemaakt van de Telerik-editor.
Binnen de deelnemersrol zijn de volgende onderdelen beschikbaar:
1. Te doen biedt een overzicht van lopende opleidingen waaraan een gebruiker deelneemt. Deze opleidingen kunnen bestaan uit e-learning en praktijkopdrachten. Interactie tussen deelnemers en de trainer kan plaatsvinden door een vragenfunctie en het uploaden van bestanden. De trainer kan de voortgang van de deelnemer beperkt bewaken. Doorgaans wordt de opleiding afgesloten met een toets of beoordeling
2. Portfolio toont behaalde resultaten in de vorm van badges of certificaten. Deelnemers kunnen zelfstandig behaalde opleidingsresultaten toevoegen.
3. Kwaliteiten geeft een overzicht van kwaliteitsregels uit de aan de deelnemer gekoppelde kwaliteitsdashboards. Per regel wordt de status van certificering weergegeven.
4. Bibliotheek geeft toegang tot lesstof in de vorm van zogenaamde Manuals

Het gebruik van Twitter kan worden geïntegreerd.

## Standaarden
De volgende standaarden worden ondersteund: scorm, LTI, SAML en xAPI (Tin Can API). Koppelingen met verschillende hrm-systemen, online kwaliteitsregisters en SSO worden ondersteund.